# Acetilacetonă
Acetilacetona este o dicetonă. La temperatura camerei, este un lichid incolor urât mirositor. Este un compus inflamabil și nociv. Există sub forma a doi tautomeri în echilibru chimic datorită mobilității protonului între cei doi carbonili.
Prin acțiunea unei baze pierde ușor hidrogen, în poziția α între cele două grupe carbonil (poate fi eliminat, de asemenea, succesiv), dând carbanionul acetilacetonat, un intermediar important folosit în sinteza organică și ca agent chelator.

## Tautomerie
Compoziția de echilibru a amestecului tautomerilor în forma enolică este crescută de existența unei legături de hidrogen intramoleculare. Forma enolică prezintă simetrie moleculară, ceea ce înseamnă că atomul de hidrogen este distribuit în mod egal între atomii de oxigen.